# Championnats du monde de four cross 2018
Navigation
2017 2019
Les championnats du monde de four cross 2018 sont la 17e édition de ces championnats, organisés par l'Union cycliste internationale (UCI) et décernant les titres mondiaux en four-cross.

## Podiums
| Épreuves | Or                | Argent          | Bronze           |
| -------- | ----------------- | --------------- | ---------------- |
| Hommes   | Quentin Derbier   | Tomáš Slavík    | Mikulas Nevrkla  |
| Femmes   | Romana Labounková | Natasha Bradley | Raphaela Richter |

## Tableau des médailles
| Rang | Nation          | Or | Argent | Bronze | Total |
| ---- | --------------- | -- | ------ | ------ | ----- |
| 1    | Tchéquie        | 1  | 1      | 1      | 3     |
| 2    | France          | 1  | 0      | 0      | 1     |
| 3    | Allemagne       | 0  | 0      | 1      | 1     |
| 3    | Grande-Bretagne | 0  | 0      | 1      | 1     |
|      | TOTAL           | 2  | 2      | 2      | 6     |